# Amiens
Amiens (wymowaⓘ) – miasto w północnej Francji, w regionie Hauts-de-France, ośrodek administracyjny departamentu Somma, położone nad rzeką Sommą. Według danych na rok 2018 miasto zamieszkiwało 136 545 osób, a gęstość wyniosła 2760,7 osób/km².

## Historia
Osada założona w XII wieku, średniowieczne centrum produkcji sukna. W 1802 roku miejsce zawarcia krótkotrwałego pokoju między napoleońską Francją a Anglią. Podczas I wojny światowej trwały tam ciężkie walki Ententy z Niemcami.
Obecnie w mieście zlokalizowany jest przemysł, m.in. zakłady oponiarskie Dunlopa i przemysł włókienniczy.

## Zabytki
- Katedra w Amiens z XIII wieku wpisana jest na listę światowego dziedzictwa UNESCO.
- gotyckie kościoły St. Germain i St. Leu.

## Kultura
- Musée de Picardie ze zbiorami archeologicznymi m.in. miejscowymi figurkami paleolitycznymi Wenus z Renancourt[4] i kolekcją malarstwa.

## Miasta partnerskie
- Dortmund, Niemcy
- Görlitz, Niemcy
- Darlington, Wielka Brytania
- Tulsa, USA

## Osoby związane z Amiens
- Juliusz Verne – radny miejski w latach 1888-1903[5][6][7], pisarz, prekursor literatury fantastycznonaukowej
- Maurice Boitel – malarz
- Emmanuel Macron – polityk, od 2017 prezydent Francji

## Galeria

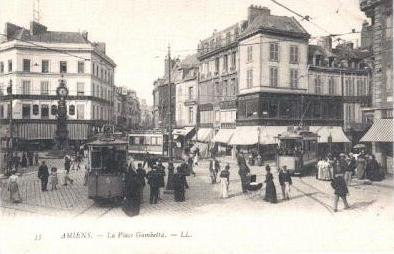
Plac Gambetta w latach 80
Nawa katedry miejskiej
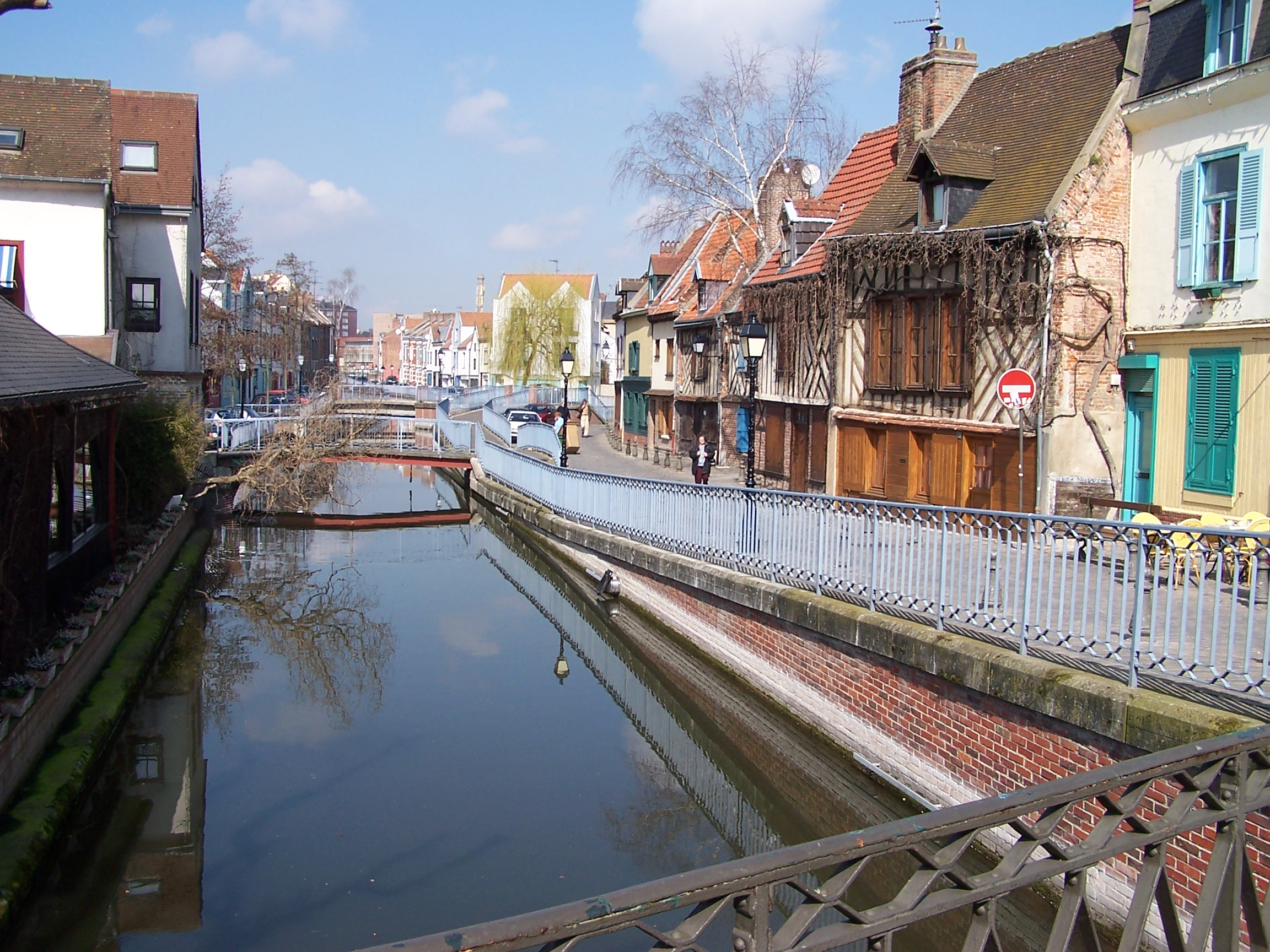
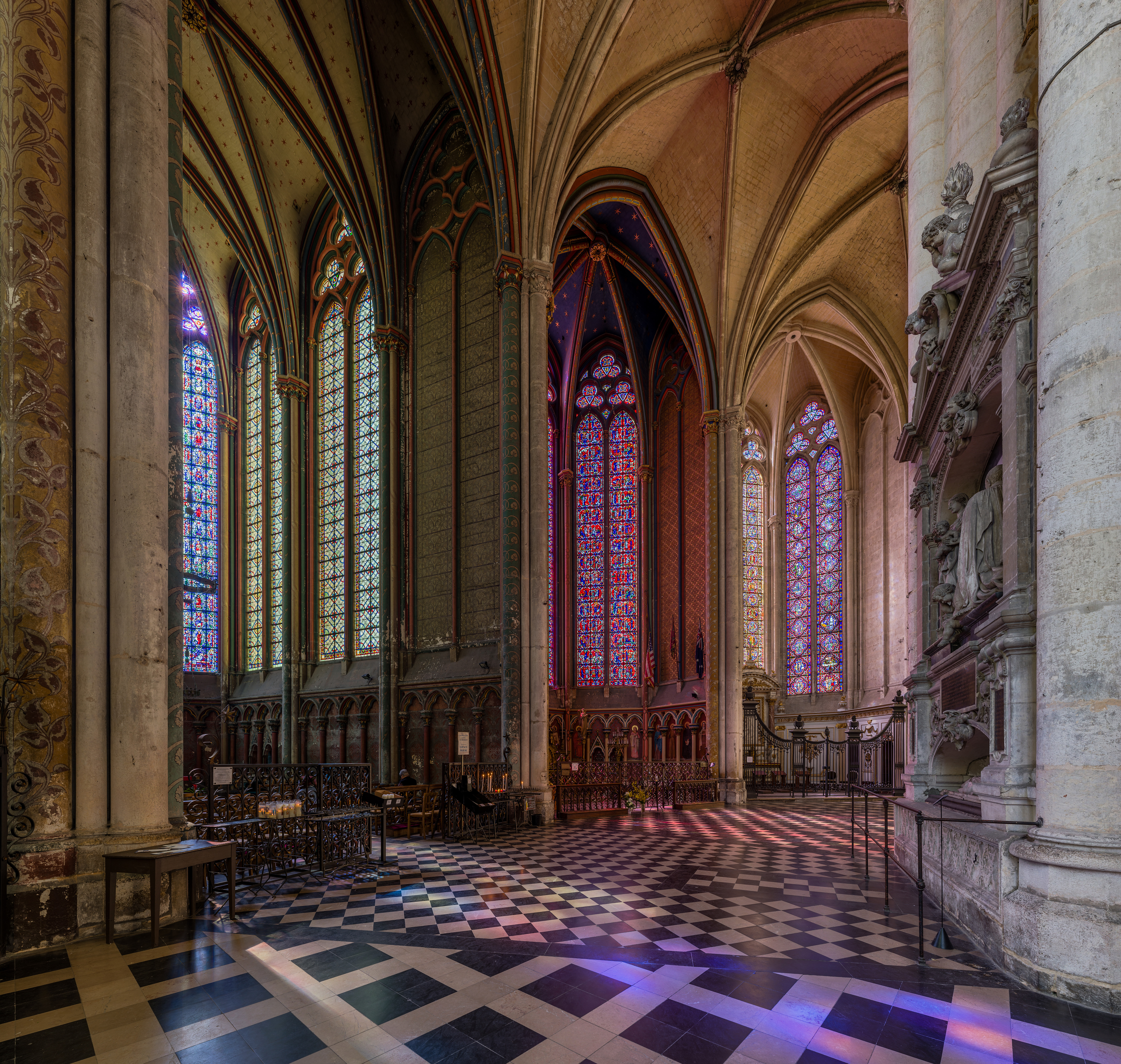
Wnętrze katedry miejskiej